# Yenny Acuña
Pour les articles homonymes, voir Acuña.
Yenny Andrea Acuña Berrios, née le 18 mai 1997 à Iquique au Chili, est une joueuse internationale chilienne de football évoluant au poste d'attaquante au Colo-Colo.

## Biographie
Yenny Acuña évolue jusqu'en 2019 au CD Iquique avant de rejoindre le CD Santiago Morning.
Avec l'équipe du Chili féminine de football, elle dispute la phase de groupes du tournoi féminin de football aux Jeux olympiques d'été de 2020 au Brésil.